# 瘤突尖额蚤
瘤突尖额蚤（学名：Alona verrucosa）为盘肠蚤科尖额蚤属的动物。分布于新加坡、印度尼西亚、日本、拉丁美洲、非洲、帛琉群岛以及中国大陆的河北、云南等地，常栖息于敞水带或沟濠内。